# Кадім Гарріс
Кадім Раймонд Матурін-Гарріс (англ. Kadeem Raymond Mathurin-Harris; нар. 8 червня 1993, Вестмінстер, Англія) — англійський футболіст, півзахисник турецького «Самсунспора».

## Життєпис

### Ранні роки
Народився у Вестмінстері, Лондон. Тривалий період часу утримував рекорд наймолодшого гравця «Вікем» у Футбольній лізі, перевершивши досягнення Ікечі Аньї 2004 року, вийшовши у грудні 2009 року на заміну на останні 12 хвилин поєдинку проти «Йовіл Таун» (сталося це у віці 16 років та 201 дня).

### «Вікем Вондерерз»
В домашньому поєдинку дебютував за «Вікем» в останньому турі сезону 2009/10 років проти «Джиллінгема». Він знайшов обмежені свої шанси на футбольному полі першої команди у сезоні 2010/11 років, лише 25 хвилин у нічийному поєдинку у Трофеї Футбольної ліги проти «Бристоль Роверз». Свій перший гол за першу команду відзначився у чвертьфіналі Дорослому Кубку Беркс і Бакс проти «Бернгема». У квітні 2011 року Гарріс нагороджений «Молодим гравцем другої ліги року» на церемонії вручення нагород «Футбольна ліга», а пізніше цього місяця став одним із чотирьох юніорів «Вікема», які отримали професійні контракти від клубу. У липні 2011 року представник Прем'єр-ліги Англії «Фулгем» запропонував 50 000 фунтів стерлінгів за Кадіма, але «Вондерерз» відхилив пропозицію. Гарріс вишов на поле на нетривалий період часу в поєдинку першого туру сезону 2011/12 років проти «Сканторп Юнайтед», змінивши Джоела Гранта. Вперше в офіційному матчі за «Вікем» у стартовому складі у Кубку Ліги 9 серпня 2011 року в поєдинку проти «Колчестер Юнайтед». «Вікем» переміг у серії післяматчевих пенальті, але Гарріс встановив рекорд наймолодшого гравця Футбольної ліги, який побив Джордон Ібе. 24 вересня 2011 року Кадім вперше в кар'єрі вийшов у стартовому складі чемпіонату, в переможному (1:0) поєдинку проти «Шеффілд Юнайтед». У першій половині сезону 2011/12 років залишався основним гравцем, провів 22 матчі, перш ніж у січні 2012 року отримав статус вільного агента. Загалом же за «Вікем» у всих турнірах зіграв 26 матчів.

### «Кардіфф Сіті»

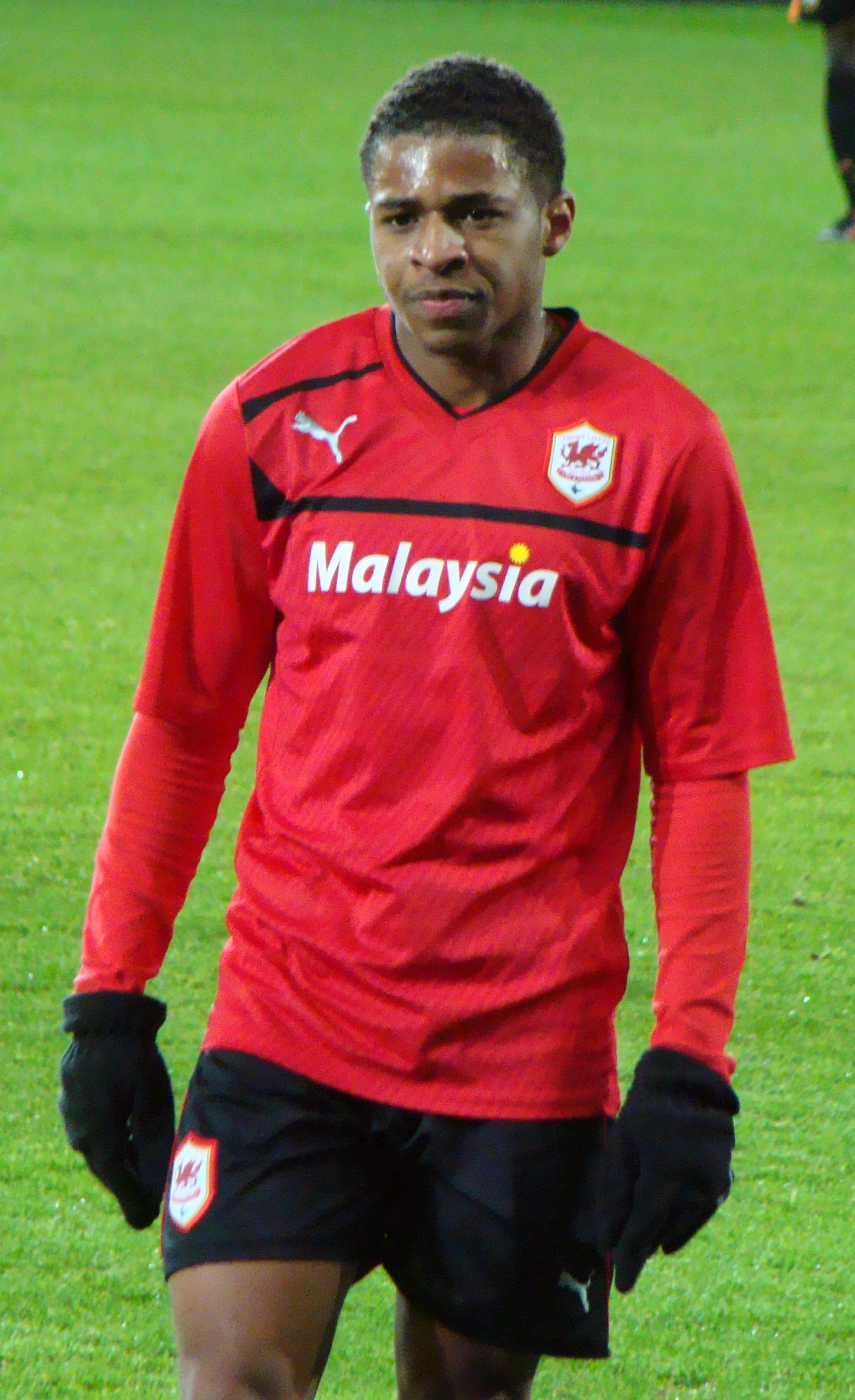
Кадім Гарріс під час виступів за молодіжну команду «Кардіфф Сіті» у 2013 році.

30 січня 2012 року Харріс підписав 3,5-річний контракт з представником Чемпіоншипу «Кардіфф Сіті». Вперше до заявки першої команди клубу потрапив 4 лютого 2012 року в програному (1:3) поєдинку проти «Блекпула», в якому просидів на лаві запасних увесь матч. Протягом сезону 2011/12 років ще тричі залишався на лаві запасних першої команди, в підсумку не потрапивши до заявки на матчі плей-фф або фіналу Кубку Ліги 2012 року. Гарріс одного разу викликався до складу першої команди у чемпіонському сезоні 2012/13 років, 5 січня 2013 року дебютував за команду у програному (1:2) поєдинку третього раунду Кубку Англії проти «Маклсфілд Таун». До складу першої команди отримав свій перший виклик у сезоні 2013/14 років 28 серпня 2013 року, залишившись на лаві запасних у переможному (2:0) поєдинку першого раунду Кубку Ліги проти «Аккрінгтон Стенлі». У наступному раунді вище вказаного турніру знову залишився на лаві запасних, у програному (2:3) поєдинку проти представника Прем'єр-ліги «Вест Гем Юнайтед».

#### Оренди
Після «видатного» виступу за «Кардіфф» у матчі Ліги професіонального розвитку проти «Брентфорда», 18 жовтня 2013 року Гарріса віддали в оренду до першої команди вище вказаного клубу з Першої ліги, яка була розрахована до 5 січня 2014 року. Наступного дня в переможному (3:1) поєдинку проти «Колчестера Юнайтед», замінивши Вілла Грігга на 65-ій хвилині та відзначився першим голом у своїй кар’єрі. Другим голом за «Брентфорд» 9 листопада в переможному (5:0) поєдинку першого раунду Кубку Англії проти місцевих сусідів «Стайнс Таун». 21 грудня в переможному (3:0) поєдинку проти «Престон Норт-Енда» отримав розтягнення підколінних сухожиль, через що у клубі засумнівалися щодо доцільності продовження оренди. 26 грудня стало відомо, що Гарріс не буде грати місяць, а головний тренер Марк Ворбертон прагне продовжити орендну угоду. 29 грудня Харріс написав у Twitter, що повернеться до Кардіффа, відмовившись від ідеї продовження оренди. Гарріс загалом зв «Брентфорд» провів 11 матчів та відзначився двома голами. У середині березня 2014 року повідомлялося, що Гарріс був близький до повернення до «Бджіл», щоб замінити травмованого Сема Сондерса, незважаючи на те, що сам перебував поза грою через травму щиколотки.
У жовтні новим головним тренером «Кардіфф Сіті» призначили Расселла Слейда, під керівництвом якого Кадім став гравцем основи. Дебютував за «Кардіфф» 20 грудня в програному (3:5) поєдинку проти «Борнмута». Дебютним голом за «Синіх птахів» у переможному поєдинку Кубку Англії проти «Колчестера Юнайтед», після чого відзначився своїм першим голом у чемпіонаті в поєдинку проти «Норвіч Сіті».
22 серпня 2015 року перейшов в оренду до «Барнслі» з Першої ліги, розраховану до 21 листопада 2015 року. Дебютував за нову команду в нічийному (0:0) поєдинку проти «Бредфорд Сіті». Загалом же за «Барнслі» провів 14 матчів, перш ніж повернутися до «Кардіффа».

### Повернення до першої команди
У серпні 2016 року отримав багато похвал від уболівальників і головного тренера «Кардіффа» Пола Троллопа після його виступів у матчі проти «Блекберн Роверз» та «Фулгема» на незвичайній для себе позиції правого флангового нападника. Гарріс продовжував вражати під керівництвом Ніла Ворнока і, зрештою, 14 січня відзначився першим голом у переможному (3:2) поєдинку Севернсайдського дербі проти «Бристоль Сіті». Після цього відзначився двома голами й допоміг «Кардіффу» відіграти два голи та перемогти (4:3) «Дербі Каунті», після чого забив свій третій у двох матчах гол у поєдинку проти «Ротергем Юнайтед».
Завдяки виступам протягом усього сезону Гарріс отримав футболку 11-им номером на сезон 2017/18 років. Однак травма гомілковостопного суглоба, отримана в передсезонний період, залишила його поза футболом на 3 місяці. Після кількох матчів за команду U-23 Гарріс зрештою повернувся до першої команди в нічийному (0:0) поєдинку проти «Шеффілд Венсдей», змінивши Джуніора Гойлетта.
Відзначився першим голом після одужання від травми в сезоні 2018/19 років, у переможному (4:2) поєдинку Прем'єр-ліги проти «Фулгема», яка стала першою перемогою Кардіффа в національному чемпіонаті у вище вказаному сезоні.

### «Шеффілд Венсдей»
13 липня 2019 року було оголошено, що Гарріс вільним агентом перейшов до «Шеффілд Венсдей». Дебютним голом за нову команду відзначився у виїзному поєдинку першого туру чемпіонату 2019/20 проти «Редінга». У своєму першому сезоні у складі «Венсдей» відзначився 3-ма голами в 47-ми матчах у всих турнірах.
У наступному сезоні, 3 листопада 2020 року, в домашньому поєдинку проти «Борнмута», отримав червону картку
20 травні 2021 року було оголошено, що по завершенні сезону у зв'язку з закінченням терміну дії контракту Кадім залишить розташування «Шеффілд Венсдей».

### «Металіст» (Харків)
20 вересня 2021 року вільним агентом перебрався до «Металіста». У новій команді дебютував 21 вересня 2021 року в переможному (2:1) домашньому поєдинку 1/16 фіналу кубку України проти чернігівської «Десни». У Першій лізі України дебютував 26 вересня 2021 року в переможному (5:0) виїзному поєдинку 10-го туру проти криворізького «Кривбасу». Гарріс вийшов на поле на 55-ій хвилині, замінивши Руслана Фоміна, а на 67-ій хвилині відзначився своїм першим голом у Першій лізі України.

## Статистика виступів
Станом на 1 січня 2022
| Клуб                 | Сезон             | Ліга               | Ліга  | Ліга | Нац. кубок | Нац. кубок | Кубок ліги | Кубок ліги | Інші  | Інші | Загалом | Загалом |
| Клуб                 | Сезон             | Дивізіон           | Матчі | Голи | Матчі      | Голи       | Матчі      | Голи       | Матчі | Голи | Матчі   | Голи    |
| -------------------- | ----------------- | ------------------ | ----- | ---- | ---------- | ---------- | ---------- | ---------- | ----- | ---- | ------- | ------- |
| «Вікем Вондерерз»    | 2009–10           | Перша ліга         | 2     | 0    | 0          | 0          | 0          | 0          | 0     | 0    | 2       | 0       |
| «Вікем Вондерерз»    | 2010–11           | Друга ліга         | 0     | 0    | 1          | 0          | 0          | 0          | 1     | 0    | 2       | 0       |
| «Вікем Вондерерз»    | 2011–12           | Перша ліга         | 17    | 0    | 1          | 0          | 2          | 0          | 2     | 0    | 22      | 0       |
| «Вікем Вондерерз»    | Загалом           | Загалом            | 19    | 0    | 2          | 0          | 2          | 0          | 3     | 0    | 26      | 0       |
| «Кардіфф Сіті»       | 2011–12           | Чемпіоншип         | 0     | 0    | 0          | 0          | 0          | 0          | 0     | 0    | 0       | 0       |
| «Кардіфф Сіті»       | 2012–13           | Чемпіоншип         | 0     | 0    | 1          | 0          | 0          | 0          | —     | —    | 1       | 0       |
| «Кардіфф Сіті»       | 2013–14           | Прем'єр-ліга       | 0     | 0    | —          | —          | 0          | 0          | —     | —    | 0       | 0       |
| «Кардіфф Сіті»       | 2014–15           | Чемпіоншип         | 14    | 1    | 2          | 1          | 2          | 0          | —     | —    | 18      | 2       |
| «Кардіфф Сіті»       | 2015–16           | Чемпіоншип         | 3     | 0    | 0          | 0          | 1          | 0          | —     | —    | 4       | 0       |
| «Кардіфф Сіті»       | 2016–17           | Чемпіоншип         | 37    | 4    | 1          | 0          | 0          | 0          | —     | —    | 38      | 4       |
| «Кардіфф Сіті»       | 2017–18           | Чемпіоншип         | 3     | 0    | 0          | 0          | 0          | 0          | —     | —    | 3       | 0       |
| «Кардіфф Сіті»       | 2018–19           | Прем'єр-ліга       | 13    | 1    | 1          | 0          | 1          | 0          | —     | —    | 15      | 1       |
| «Кардіфф Сіті»       | Загалом           | Загалом            | 70    | 6    | 5          | 1          | 4          | 0          | 0     | 0    | 79      | 7       |
| «Брентфорд» (оренда) | 2013–14           | Перша ліга         | 4     | 1    | 1          | 1          | —          | —          | —     | —    | 5       | 2       |
| «Барнслі» (оренда)   | 2015–16           | Перша ліга         | 11    | 0    | —          | —          | —          | —          | 2     | 0    | 13      | 0       |
| «Шеффілд Венсдей»    | 2019–20           | Чемпіоншип         | 43    | 3    | 2          | 0          | 2          | 0          | —     | —    | 47      | 3       |
| «Шеффілд Венсдей»    | 2020–21           | Чемпіоншип         | 38    | 0    | 2          | 0          | 1          | 0          | —     | —    | 41      | 0       |
| «Шеффілд Венсдей»    | Загалом           | Загалом            | 81    | 3    | 4          | 0          | 3          | 0          | 0     | 0    | 88      | 3       |
| «Металіст» (Харків)  | 2021–22           | Перша ліга України | 11    | 1    | 2          | 1          | 0          | 0          | 0     | 0    | 13      | 2       |
| Усього за кар'єру    | Усього за кар'єру | Усього за кар'єру  | 196   | 11   | 14         | 3          | 9          | 0          | 5     | 0    | 224     | 14      |

1. 1 2 3  Матч(і) в Трофеї Футбольної ліги

## Досягнення
Індивідуальні
- Найкращий юний футболіст року в Другій лізі чемпіонату Англії: 2010/11